# Pou de gel (Juneda)
El Pou de gel és una obra de Juneda (Garrigues) inclosa a l'Inventari del Patrimoni Arquitectònic de Catalunya.

## Descripció
És un pou de gel situat sota la plaça de Tres Creus i tancat pel mur de contenció de l'esmentada plaça. És una sòlida construcció de pedra de carreus irregulars amb morter, destinada a serveis sanitaris. La seva estructura cilíndrica, coronada per una mena de casquet cònic, es troba sobre una base de terra argilenca de 8 m de diàmetre aprox. L'alçada total del pou és també de 8 m. Al centre del casquet hi ha dues llambordes que s'encaixen i són de fàcil obertura per introduir-hi el gel. La base, en lleu pendent, té un clot al centre que coincideix amb el centre del casquet, del qual hom suposa que podria ser degut a l'ús d'una escala portàtil anomenada de "mala-pica", usada per baixar als pous i a les sitges. S'accedeix al pou per una petita obertura ubicada a la banda est. Resta separat de l'exterior per una reixa que tanca un espai interior on s'hi veu, també, part del mur de l'antiga muralla.

## Història
Amb el pas dels anys es deixà d'utilitzar i es va convertir en un pou d'escombreries i deixalles, fins al 1982 en què es recuperà. Durant la guerra civil espanyola de 1936-1939 s'hi van obrir tres boques, utilitzant-se com a refugi antiaeri.